# عماد بهاور
عماد بهاور (زاده ۸ تیر ۱۳۵۷) فعال اصلاح طلب مسئول شاخه جوانان نهضت آزادی ایران، عضو دفتر سیاسی نهضت آزادی ایران، زندانی سیاسی سابق اهل ایران است. او از اعضای هسته مرکزی «پویش حمایت ازخاتمی و موسوی» (موج سوم) بود و اکنون عضو «شورای عالی سیاست‌گذاری اصلاح‌طلبان» است.

## زندگی
او دارای مدرک مهندسی صنایع از دانشگاه یزد، مدرک کارشناسی ارشد علوم سیاسی از دانشگاه مازندران و مدرک  کارشناسی ارشد جامعه‌شناسی از دانشگاه پیام نور است.
او از اصلاح طلبان و اعضای نهضت آزادی ایران است. او از سال ۱۳۹۷ عضو شورای سیاست‌گذاری اصلاح طلبان شده است.

### بازداشت در سال ۱۳۸۸
وی در ۷ خرداد ۱۳۸۸ توسط دادگاه انقلاب بازداشت شد. اتهام وی توسط یک مقام قضایی تبلیغ علیه نظام و توهین به رهبر جمهوری اسلامی ایران عنوان شد. به گفته مقامات قضایی ایران، بهاور از اسفند ۱۳۸۷ به دلیل «فعالیت‌های تبلیغاتی علیه نظام» تحت تعقیب بوده است و پس از بازگشت از هندوستان بازداشت شده است.
بهاور پس از ۴ روز بازداشت آزاد شد اما پس از اعلام نتایج انتخابات، دستگیر و به گفته وبگاه موج سبز تحت فشارهای روانی برای اقرار تلویزیونی قرار گرفت. بازداشت بعدی او ۴۶ روز به طول انجامید که همه آن در انفرادی گذرانده شده بود. او در روز چهارشنبه، هفتم مرداد ماه با قرار وثیقه آزاد شد و در ۱۶ اسفند ۱۳۸۸ در حالی که به دادگاه انقلاب برای آخرین دفاعیات احضار شده بود، بازداشت شد.
قاضی صلواتی، در بررسی پرونده او، وی را به تحمل ۱۰ سال حبس به اتهام تبلیغ علیه نظام، اجتماع و تبانی علیه نظام و عضویت در نهضت آزادی محکوم کرد. علاوه بر این، وی به ممنوعیت از حقوق اجتماعی به مدت ۱۰ سال به عنوان مجازات تکمیلی محکوم شد. حکم بدوی عیناً توسط شعبهٔ ۵۴ دادگاه تجدید نظر استان تهران تأیید شد. این اولین بار بود که یک متهم در ایران به طور صراحت از فعالیت در فضای مجازی منع شده بود. در سال ۱۳۹۲ مجدد این حکم با اعاده دادسری به ۷ سال تقلیل داده شد. در اعاده دادرسی بعدی در سال ۱۳۹۳ این حکم به طور کلی شکسته شد. و سرانجام در تاریخ پنجشنبه ۲۷ آذر ۱۳۹۳ از سوي شعبه ۵۳ دادگاه تجديد نظر استان تهران به رياست قاضي سادات پس از تحمل ۵ سال حبس، به دلیل نقض حكم، از زندان آزاد شد  
او در سال ۱۳۸۹ به دستور دادستان به بند عمومی منتقل شد. به گفته منابع خبری، در پی درگیری مأموران زندان با زندانیان بند ۳۵۰ زندان اوین که به پنجشنبه سیاه مشهور شد، بهاور نیز مورد ضرب و شتم قرار گرفت و در پی آن دست به اعتصاب غذا زده بود. وی در طول دوران حبس تنها یک بار در سال ۱۳۹۲ به ۵ روز مرخصی از زندان آمد.

## پیامدهای بازداشت
وکیل مدافع عماد با انتقاد از آنچه که آن را صدور عجولانه حکم و عدم توجه به دفاعیات می‌خواند، اتهامات وارده به عماد بهاور را بی اساس می خواند. خود بهاور نیز در بخشی از این دفاعیات خود گفت که: «کارشناسان اصرار داشتند من به حضور در اعتراضات عاشورای ۸۸ اعتراف کرده و دو مصاحبه تلویزیونی نیز انجام دهم. از آنجایی که من به هیچ عنوان در تجمعات روز عاشورا و دیگر روزها حضور نداشته‌ام، حاضر به اعتراف کذب نشدم «آنها تهدید کردند که در صورت عدم اعتراف و عدم انجام مصاحبه، نوشته‌هایم را جمع‌آوری کرده و به همراه تمام بیانیه‌های نهضت آزادی، پرونده‌ای جدید علیه من تشکیل خواهند داد. این‌گونه بود که پس از ماه‌ها بازداشت موقت و پس از آنکه مدت‌ها از آخرین بازجویی من گذشته بود، اتهام جدید (تبلیغ علیه نظام) را با استناد به مطالب و نوشته‌های منتسب به من، تفهیم مجدد نمودند.»
در پی بازداشت او، میرحسین موسوی به بازداشت او واکنش نشان داد و به آن اعتراض کرد. در پی این اعتراض قوه قضائیه ایران در اطلاعیه،‌ ارتباط بازداشت بهاور و فعالیت‌های انتخاباتی او را منکر شد.